# طرح نظارت بر عملکرد نمایندگان مجلس
طرح نظارت بر نمایندگان مجلس که در سال ۱۳۸۹ از سوی ۵۵ نماینده مجلس ارائه و در سوم اردیبهشت ماه ۱۳۹۱ به رغم مخالفت گروهی از نمایندگان از سوی شورای نگهبان مورد تأیید قرار گرفت. این طرح از سوی تهیه کنندگان آن یک «اقدام عملی» در پاسخ به سخنان علی خامنه ای خوانده شده بود.

## تصویب طرح
مجلس این طرح را در مهرماه سال ۱۳۹۰ به تصویب رساند و برای تأیید نهایی به شورای نگهبان ارسال کرد، اما این شورا، بخش‌هایی از آن را خلاف قانون اساسی تشخیص داد و طرح را برای رفع ایراد به مجلس بازگرداند.
این طرح در ۱۵ فروردین ۱۳۹۱ به تصویب نمایندگان رسید و برای تأیید نهایی به شورای نگهبان فرستاده شد. سرانجام نمایندگان مجلس در تاریخ ۱۹ فروردین ۱۳۹۱ وارد بررسی طرح نظارت مجلس بر رفتار نمایندگان شدند و با ۱۴۶ رأی موافق، ۴۱ رأی مخالف و ۱۷ رأی ممتنع از ۲۱۲ نماینده حاضر، به کلیات این طرح رأی مثبت دادند.
طرح نظارت مجلس بر رفتار نمایندگان شامل ۱۱ ماده است که در این مواد برای موضوعات و موارد مختلف از تخلفات یا عدم رعایت شئون نمایندگی جرایمی مانند تذکر شفاهی یا تذکر کتبی و همچنین لغو اعتبارنامه نماینده در نظر گرفته شده‌است.
این بدان معناست که در صورت تشخیص نمایندگان و تصویب مجلس، می‌توان یک نماینده را از سمت خود عزل و از مجلس اخراج کرد.
خامنه ای پیش تر دربارهٔ نظارت مجلس بر نمایندگان گفته بود که هر بخش حتی خود مجلس هم که نظارت بر سایر قوا دارد، یک نظارت بر خودی داشته باشد که این نوعی اصلاح خود است. وی تأکید کرده بود: «باید یک سازوکار نظارتی در مجلس تعریف کنید که اگر کسی در مقام نمایندگی کوتاهی یا سوء استفاده کرد، بتوانید او را مؤاخذه کنید.»
حسین سبحانی نیا، عضو هیئت رئیسه مجلس ایران به خبرگزاری فارس گفته‌است این طرح در مجلس نهم به اجرا گذاشته خواهد شد.
مجلس در مهرماه سال ۱۳۹۰ این طرح را به تصویب رساند و برای تأیید نهایی به شورای نگهبان ارسال کرد اما شورای نگهبان، طرح نظارت مجلس بر امور نمایندگان را «خلاف موازین شرع و اصول قانون اساسی» تشخیص داد و آن را برای رفع ایراد به مجلس بازگرداند.
مخالفان می‌گویند این طرح به معنای محدود کردن اختیارات نمایندگان به خصوص نمایندگان منتقد است و برای آزادی عمل نمایندگان برای اجرای وظایف خود مانع ایجاد می‌کند و استقلال آن‌ها را زیر سئوال می‌برد. طبق این طرح، قرار است هیئتی با حضور نمایندگان مجلس تشکیل شود که این هیئت مأمور رسیدگی به گزارش‌های تخلفات احتمالی، از جمله «رفتار خلاف شئون نمایندگان»، اعمال «خلاف امنیت ملی» می‌شود.
در صورتی که تخلف نمایندگان «احراز» شود، این هیئت می‌تواند برای نماینده مجازات تعیین کند و او را از نطق میان دستور و عضویت در کمیسیون‌ها و هیئت رئیسه بازدارد.
بر اساس طرح «نظارت مجلس بر رفتار نمایندگان»، هیئتی متشکل از هفت نماینده مجلس، به گزارش‌های مربوط به «رفتار خلاف شئون نمایندگی» و گزارش‌ها دربارهٔ اعمال «خلاف امنیت ملی» و دیگر اعمال مجرمانه از سوی نمایندگان مجلس رسیدگی می‌کند. ابهاماتی که به زعم صاحبنظران، راه را برای برخورد با نمایندگان منتقد و غیرهمسو باز می‌کند.
مطابق اصل ۸۶ قانون اساسی جمهوری اسلامی و نیز براساس ماده ۷۵ آیین‌نامه داخلی مجلس، نمایندگان از مصونیت قضایی برخوردارند و تعقیب کیفری نمی‌شوند. اما در این طرح، احضار قضایی نماینده از طریق هیئت نظارت و حتی بازداشت وی نیز پیش‌بینی شده‌است. در طرح گفته می‌شود، «چنانچه رسیدگی قضایی مستلزم بازداشت نماینده باشد، باید مراتب به تأیید هیئت نظارت برسد.»
وجود مواردی همچون رسیدگی به «اعمال خلاف امنیت ملی کشور و سایر اعمال مجرمانه از بعد انتظامی» در شرح وظایف هیئت نظارت بر عملکرد نمایندگان مجلس، این گمان را در میان ناظران سیاسی ایجاد کرده که اساس این طرح در راستای «پروژهٔ یکدست‌سازی حاکمیت» و «سکوت» واداشتن نمایندگان منتقد یا ناهمسو با راس حاکمیت جمهوری اسلامی ایران است.
در طرح نظارت بر عملکرد نمایندگان، دادگاه خاص رسیدگی به این امور نیز پیش‌بینی شده‌است. در ماده ۸ این طرح آمده‌است: «قوه قضائیه موظف است در اجرای این قانون شعبه خاصی را جهت رسیدگی به موضوعات ارسالی تشکیل داده و خارج از نوبت رسیدگی و نتیجه را ظرف سه ماه به هیئت نظارت اعلام نماید.»
به باور ناظران، این دادگاه ممکن است عملکردی مشابه «دادگاه ویژه روحانیت» داشته باشد که نقش اصلی آن تاکنون واداشتن روحانیون منتقد و دگراندیش به سکوت یا تمکین از حاکمیت بوده‌است.
همزمان با ارائه این طرح، موضوع سلب اختیارات شوراهای شهر در تعیین شهرداران و واگذاری این اختیار به وزیر کشور نیز مطرح بود. بحث دربارهٔ اختیارات شوراها هنوز فرجامی نیافته، اما به گفته ناظران، اگر سرانجام آن به سود خواسته حاکمیت بینجامد، شوراها از نقش واقعی خود که مشارکت شهروندان در اداره امور شهرها باشد، دور شده و به نهادهایی صوری و بی‌خاصیت تبدیل خواهند شد. این طرح با وجود برخی تغییرات بار دیگر در جلسه سوم اسفند ۱۳۹۰ شورای نگهبان مورد بحث و بررسی قرار گرفت ولی باز هم موادی از آن مغایر قانون اساسی تشخیص داده و به مجلس بازگردانده شد.
در نهایت روز سوم اردیبهشت ماه ۱۳۹۱ از سوی شورای نگهبان مورد تأیید قرار گرفت. طرح نظارت بر عملکرد نمایندگان مجلس سرانجام در روز ۱۵ اردیبهشت ۱۳۹۱ برای اجرا به دولت ابلاغ شد.

## واکنش‌ها

### مهدی کروبی
مهدی کروبی، از رهبران در حصر جنبش سبز که دو دوره ریاست مجلس را در کارنامه خود دارد، از مخالفان جدی این طرح بود که به محض مطرح شدن آن، نسبت به تبعات اجرایی شدن چنین طرحی هشدار داد و با انتشار نامه‌ای خطاب به نمایندگان، اخطار داد که چنین طرحی باعث تبدیل نمایندگان به «نوکران قدرت» می‌شود. کروبی از نمایندگان مجلس هشتم خواسته بود که زیر بار این «ننگ» نروند.
وی در آن نامه در مهر ۱۳۸۹ تصریح کرده بود: “چنین اقدامی نه تنها در تاریخ مجالس ایران که در تاریخ پارلمان جهان نیز بی‌سابقه است و البته شرم آور. آن گونه که در این طرح آمده، می‌توان برای تنبیه یک نماینده نطق او را به تعویق انداخت و عضویت او در مجامع و حتی هیئت رئیسه مجلس و کمیسیون‌ها لغو کرد. به راستی چگونه می‌توان با اجرای چنین طرحی از عزت و استقلال یک نماینده نیز سخن گفت؟ ”
رئیس مجلس ششم و سوم هم چنین این طرح را باعث بی‌اثر کردن «تمامی سوابق مشروطه در یک صد سال اخیر در ایران» دانسته بود که منجر به از بین رفتن «اجازه حرکت نمایندگان مجلس برای وظیفه نمایندگی آن‌ها» می‌شود.

### سازمان مجاهدین انقلاب اسلامی
سازمان مجاهدین انقلاب اسلامی ایران نیز تأیید و اجرای این مصوبه را در حکم تیر خلاص به مجلس به عنوان مظهر جمهوریت نظام ارزیابی کرده و در بیانیه‌ای تصریح کرده بود: این اقدام پیامی جز ختم جمهوریت نظام ندارد.

### لطف‌الله صافی گلپایگانی
این طرح در جمع مراجع تقلید نیز مخالفانی دارد. از جمله مخالفت‌هایی که رسانه‌ای شد، انتقاد صافی گلپایگانی بود که همان وقت در دیدار با علی لاریجانی با اشاره به عدم همخوانی طرح نظارت بر عملکرد نمایندگان با استقلال آنان، گفته بود: «نماینده باید آزاد و مستقل باشد تا بتواند با آزادی کامل به وظایف خود عمل نماید و این گونه طرح‌ها موجب نظارت اکثریت بر اقلیت می‌شود که این امر نیز با فلسفه استقلال نمایندگان مجلس در تضاد کامل است.»
لطف‌الله صافی گلپایگانی همچنین وجود «مجلس مستقل» را نشانه‌ای از «رشد حکومت و جامعه» دانسته و خواستار «قانونمداری افراد و جریانات سیاسی» شده بود.

### نمایندگان مجلس
این طرح در میان نمایندگان مجلس هشتم نیز مخالفانی دارد که فعالیت آن‌ها باعث شد یک فوریت آن در زمان طرح، رد شود. علی مطهری از جمله این نمایندگان است که در مخالفت با طرح نظارت بر نمایندگان، آن را به آیین‌نامه اجرایی در یک مدرسه یا دبیرستان تشبیه کرد که در شان نمایندگان نیست. او با بیان اینکه طرح مذکور مخالف حریت نمایندگان است، گفت: این طرح باعث دخالت قوه مقننه در امور قوه قضاییه می‌شود چون منجر به محاکمه نمایندگان می‌شود و حریت نمایندگان را کاهش می‌دهد.
مطهری این طرح را اشاعه دهنده منکر و باعث اختلال و درگیری در مجلس دانست که منجر به خبرچینی و تلاش برای حذف مخالفان و تسویه‌حساب‌های سیاسی می‌شود. به عقیده او، عباراتی همچون «گزارش‌های واصله دربارهٔ اعمال خلاف امنیت کشور» قابل سوءبرداشت است و می‌تواند حتی شامل انتقاد از رئیس‌دولت هم بشود که مخالف حریت نمایندگان است. او از نمایندگان خواسته بود سند رقیت و بردگی خود را با دست خود امضا نکنند.
حسین‌علی شهریاری از نمایندگان اصلاح طلب مجلس هشتم نیز در مخالفت با این طرح گفته بود: «در این طرح تنها مکانی برای افراد بیکار و مراکز قدرت در نظر گرفته شده‌است که به کار مجلس بپردازد. او تصویب طرح نظارت بر نمایندگان را توهین به نمایندگان ملت خوانده بود.»
حسین انصاری‌راد نماینده مجلس ششم دربارهٔ این طرح گفت: «طرح نظارت بر نمایندگان لغو و بیجاست.»

### محمود احمدی‌نژاد
محمود احمدی‌نژاد نیز طرح نظارت بر عملکرد نمایندگان که با تأکید و حمایت علی خامنه‌ای در مجلس به تصویب رسیده‌است را «خلاف قانون اساسی» دانست.
در روز ۱۸ اردیبهشت ۱۳۹۱ احمدی‌نژاد این مطلب را طی نامه‌ای رسمی خطاب به محمود هاشمی شاهرودی، رئیس هیئت عالی حل اختلاف و تنظیم روابط قوا مطرح کرد.
احمدی‌نژاد در این نامه نوشت: «مصوبه مجلس دربارهٔ نظارت بر عملکرد نمایندگان به دلیل ایجاد تبعیض بین آحاد مردم و نمایندگان آنها، اعطای درجه‌ای از مصونیت پارلمانی و تعلیق رسیدگی قضایی، به نمایندگان مجلس و نقض اصل ممنوعیت اضرار به غیر یا تجاوز به منافع عمومی برای اعمال حق آزادی بیان و رای، مغایر قانون اساسی است.»
محمد حسین فرهنگی عضو هیئت رئیسه مجلس شورای اسلامی در واکنش به نامه احمدی‌نژاد به هاشمی شاهرودی مبنی بر غیرقانونی بودن طرح نظارت مجلس بر نمایندگان گفت: این طرح در راستای اجرای فرمایشات مقام معظم رهبری برای نظارت درونی بر نمایندگان مجلس تصویب شد.
محمد حسین فرهنگی در گفتگو با خبرنگار پارلمانی مهر در واکنش به اظهار نظر رئیس جمهور دربارهٔ مصوبات مجلس که به تأیید شورای نگهبان رسیده‌است اظهار داشت: طرح نظارت بر نمایندگان منطبق با قانون اساسی و بر اساس فرمایشات رهبری مبنی بر لزوم نظارت درونی مجلس بر نمایندگان در مجلس هشتم به تصویب رسید.
نماینده مردم تبریز در مجلس شورای اسلامی ادامه داد: رئیس‌جمهور این تلقی غلط خود در خصوص مغایرت مصوبه مجلس با قانون را به شورای حل اختلاف قوا ارجاع داده است در حالی که وظیفه این هیئت بررسی اختلافات قوا است نه بررسی مغایرت قانون مصوب مجلس با قانون اساسی.
وی افزود: شورای نگهبان وظیفه تطبیق مصوبه مجلس در خصوص نظارت مجلس بر نمایندگان را با قانون اساسی و شرع اسلام دارد و از نظر قانونی بررسی این موضوع ربطی به رئیس‌جمهور ندارد.
احمد توکلی، رئیس مرکز پژوهشهای مجلس هشتم، با ابراز تاسف از اقدام رئیس‌جمهور در نامه به هاشمی شاهرودی با بیان اینکه دستور کار هیئت حل اختلاف قوا را رهبری تعیین می‌کنند، گفت: «بهتر است آقای احمدی‌نژاد به جای پافشاری در رای که معنای بدی دارد، تسلیم قانون اساسی باشد و دست از لجاجت بردارد رئیس جمهور به هیچ وجه حق ندارد خود را در مقام تشخیص مغایرت قوانین با قانون اساسی قرار دهد.»